# Бранка Веселинович
Бранка Веселинович (серб. Бранка Веселиновић, уроджена Чосич, 16 вересня 1918, Бечей, Австро-Угорщина — 8 лютого 2023, Белград, Сербія) — югославська та сербська акторка. Серед її ролей участь у 100 театральних постановках та у 50 кіно- та телефільмах за понад 80-річну кар'єру.
Окрім акторської діяльності, вела активну громадську роботу, надавала допомогу дітям, була послом ЮНІСЕФ.
Почесна громадянка Белграда та Нового Саду.

## Біографія
Народилася 16 вересня 1918 року в Обечі, тоді в Австро-Угорщині (нині — місто Бечій у Сербії). Була шостою дитиною бібліотекаря Александра Чосича та його дружини Йованки (уродженої Монашевич), вчительки. Бранка навчилася грати на фортепіано в ранньому віці, також писала вірші та легко їх декламувала.
Навчалася акторської майстерності в Національному театрі Белграда (1936—1938). У 19-річному віці вирушила на стажування до Сербського національного театру в Новому Саді, де дебютувала як акторка у виставі «Тітка Чарльза». Подобалася глядачам своїми гумористичними та сатиричними ролями. У 1940 році повернулася до Белграда.
З 1940 року почала активно будувати акторську кар'єру, з'являючись у численних постановках на сценах різних театрів Белграда: у період до 1978 року брала участь у виставах Художнього театру (1940—1942), Національного театру (1944—1947) і Югославського драматичного театру (1947—1978), в останньому пройшло більше як 40 спектаклів за її участю, першим і для неї, і для театру став спектакль 3 квітня 1948 року «Король Бетайнова». У США виконала головну роль в англомовній п'єсі «Mother Courage». У 1970 році знялася в екранізації Мела Брукса «Дванадцять стільців», пізніше — у фільмах «Три сестри» (1982), «Російський цар» (1993), «Кохання, звичка, паніка» (2005), «Селяни» (2006) та «Швидка допомога» (2014.
У 1980 році стала послом ЮНІСЕФ. Разом зі своїм чоловіком Младом очолювала Фонд допомоги дітям-інвалідам Бранки та Млада Веселиновичів.
Веселинович була поліглотом: вона володіла російською, англійською, німецькою, чеською, угорською, словенською та македонською мовами.
Була найбільш віковою з акторок у Сербії і продовжувала виступати до самої смерті у 2023 році. Померла 8 лютого 2023 року у віці 104 років.

## Нагороди
У 1964 році отримала премію «Стерія» за роль Джини у фільмі Браніслава Нушича «Сім'я скорботних». Була нагороджена Орденом Праці із золотим вінком, нагородами Браніслава Нушича та Вука Караджича, отримала звання почесної громадянки Белграда, Нового Саду та Дитячого села неподалік Сремської Кам'яниці.

## Особисте життя
Була одружена з актором і перекладачем Младом Веселиновичем (1915—2012), побралися 30 вересня 1948 року. Шлюб тривав до смерті Млада 2012 року.
Бранка була близькою подругою поетеси Десанки Максимович та актора Мії Алексича.

## Фільмографія
- 2014 «Центр невідкладної допомоги» (серіал)
- 2003 «Цитравіта»
- 1982 «Три сестри» (ТБ)
- 1979 «Вас бавить Міодраг Петрович Чкаля»
- 1974 «Містер долар» (ТВ)
- 1972 «Злочин і кара» (ТВ)
- 1972 «Майстер і Маргарита»
- 1970 «Дванадцять стільців»
- 1966 «Щасливі помирають двічі»
- 1966 «До війни»
- 1964 «Народний посланець»
- 1966 «Засмучена рідня»
- 1960 «Загальна квартира»
- 1960 «Краще вміти, ніж мати»
- 1957 «Піп Чіра і піп Спіра»
- 1957 «Маленька людина»
- 1953 «Дитя громади»